# Charles Newuche
Charles Newuche, właśc. Charles Nnaemeka Newuche (ur. 14 marca 1985, w stanie Imo, Nigeria) – nigeryjski piłkarz grający na pozycji napastnika, reprezentant Nigerii.

## Kariera piłkarska

### Kariera klubowa
Piłkarską karierę rozpoczął w 2001 w klubie Bright Stars FC. W następnym sezonie przeszedł do First Bank FC. W 2004 wyjechał do Izraela, gdzie w kolejnych sezonach występował w klubach Hapoel Cafririm Holon i Maccabi Beer Szewa. W 2007 powrócił do Nigerii, gdzie bronił barw Lobi Stars. W lutym 2008 przeszedł do ukraińskiego klubu Zakarpattia Użhorod. W 2012 po dłuższej przerwie bez gry podpisał kontrakt z birmańskim klubem Yangon United F.C..

### Kariera reprezentacyjna
W 2008 roku debiutował w narodowej reprezentacji Nigerii, w której rozegrał 4 gry. Wcześniej występował w młodzieżowej reprezentacji Nigerii.

## Sukcesy i odznaczenia

### Sukcesy klubowe
- mistrz Perszej Lihi Ukrainy: 2008/09